# Toyohito Mochizuki
Toyohito Mochizuki (Prefectura de Shizuoka, Japó, 18 de setembre de 1953), és un exfutbolista japonès.

## Selecció japonesa
Toyohito Mochizuki va disputar 2 partits amb la selecció japonesa.